# Triple saut féminin à la Ligue de diamant 2012
Navigation
2011
L'épreuve du triple saut féminin de la Ligue de diamant 2012 se déroule du 11 mai au 7 septembre 2012. La compétition fait successivement étape à Doha, Rome, New York, Monaco, Lausanne, Birmingham et Bruxelles.

## Calendrier
| Date             | Meeting                         | Ville      | Pays        |
| ---------------- | ------------------------------- | ---------- | ----------- |
| 11 mai 2012      | Qatar Athletic Super Grand Prix | Doha       | Qatar       |
| 31 mai 2012      | Golden Gala                     | Rome       | Italie      |
| 9 juin 2012      | Meeting de New York             | New York   | États-Unis  |
| 20 juillet 2012  | Meeting Herculis                | Monaco     | Monaco      |
| 23 août 2012     | Athletissima                    | Lausanne   | Suisse      |
| 26 août 2012     | Aviva Birmingham Grand Prix     | Birmingham | Royaume-Uni |
| 7 septembre 2012 | Mémorial Van Damme              | Bruxelles  | Belgique    |

## Résultats
| Date | Meeting    | 1er                         | 1er   | 2e                         | 2e    | 3e                                  | 3e    |
| --- | ---------- | --------------------------- | ----- | -------------------------- | ----- | ----------------------------------- | ----- |
| 11 mai 2012 | Doha       | Olga Rypakova 14,33 m       | 4 pts | Keila Costa 14,31 m (SB)   | 2 pts | Françoise Mbango Etone 14,09 m (SB) | 1 pt  |
| 31 mai 2012 | Rome       | Olha Saladukha 14,75 m (SB) | 4 pts | Olga Rypakova 14,73 m (SB) | 2 pts | Caterine Ibargüen 14,71 m           | 1 pt  |
| 9 juin 2012 | New York   | Olga Rypakova 14,71 m (MR)  | 4 pts | Kimberly Williams 14,45 m  | 2 pts | Dailenys Alcántara 14,24 m          | 1 pt  |
| 20 juillet 2012 | Monaco     | Caterine Ibargüen 14,85 m   | 4 pts | Kimberly Williams 14,50 m  | 2 pts | Olga Rypakova 14,46 m               | 1 pt  |
| 23 août 2012 | Lausanne   | Olga Rypakova 14,68 m       | 4 pts | Olha Saladukha 14,42 m     | 2 pts | Tatyana Lebedeva 14,39 m            | 1 pt  |
| 26 août 2012 | Birmingham | Olha Saladukha 14,40 m      | 4 pts | Kimberly Williams 14,37 m  | 2 pts | Olga Rypakova 14,34 m               | 1 pt  |
| 7 septembre 2012 | Bruxelles  | Olga Rypakova 14,72 m       | 8 pts | Olha Saladukha 14,40 m     | 4 pts | Marija Šestak 14,10 m               | 2 pts |
| Records et Performances - AR : Record continental (area record) - CR : Record des championnats (championship record) - MR : Record du meeting (meet record) - NR : Record national (national record) - OR : Record olympique (olympic record) - PR : Record paralympique (paralympic record) - PB : Record personnel (personal best) - SB : Meilleure performance personnelle de la saison (season's best) - WL : Meilleure performance mondiale de l'année (world leader) - WJR : Record du monde junior (world junior record) - WR : Record du monde (world record) Circonstances et Conditions - DNF : N'a pas terminé (did not finish) - DNS : N'a pas pris le départ (did not start) - DQ : Disqualification (disqualification) - NM : Aucun essai valable enregistré (No Mark) - Q : Qualifié « directement » au prochain tour (ou à la prochaine compétition), lors d'une compétition majeure, grâce au classement ou à la réalisation des minima (automatic qualifier) - q : Qualifié au prochain tour (ou à la prochaine compétition), lors d'une compétition majeure, grâce au repêchage ou à la réalisation de l'une des meilleures performances parmi celles des « non qualifiés directement » (grâce au meilleur temps ou à la meilleure distance par exemple) (secondary qualifier) |            |                             |       |                            |       |                                     |       |

## Classement général
| Rang | Athlète | Points |
| ---- | ------- | ------ |
| 1    |         |        |
| 2    |         |        |
| 3    |         |        |
| 4    |         |        |
| 5    |         |        |